# Ľudovít Kaník
Ľudovít Kaník (ur. 1 września 1965 w miejscowości Hnúšťa) – słowacki polityk, w latach 2001–2006 przewodniczący Partii Demokratycznej, minister pracy, spraw społecznych i rodziny w drugim rządzie Mikuláša Dzurindy (2002–2005).

## Życiorys
W 1988 ukończył studia w Wyższej Szkole Ekonomicznej w Bratysławie. W latach 1990–1991 zatrudniony w ministerstwie prywatyzacji, następnie pracował na stanowiska kierowniczych w prywatnych spółkach. W 1998 został wybrany na prezesa Funduszu Majątku Narodowego Republiki Słowackiej (FNM). W 2002 objął funkcję ministra pracy, spraw społecznych i rodziny w drugim rządzie Mikuláša Dzurindy, którą pełnił do 2005.
Działał w Partii Demokratycznej, od 2000 był jej wiceprzewodniczącym ds. budowy struktur oraz kontaktów z mediami, zaś w latach 2001–2006 pełnił funkcję przewodniczącego ugrupowania. Doprowadził do jej zjednoczenia z SDKÚ, po czym zasiadł w radzie centralnej tego ugrupowania.
W 2006 nie wystartował w wyborach, krytykując sposób ułożenia listy partyjnej. Cztery lata później z ramienia SDKÚ-DS uzyskał mandat deputowanego do Rady Narodowej. Utrzymał go również w 2012.